# Spachtel (Werkzeug)

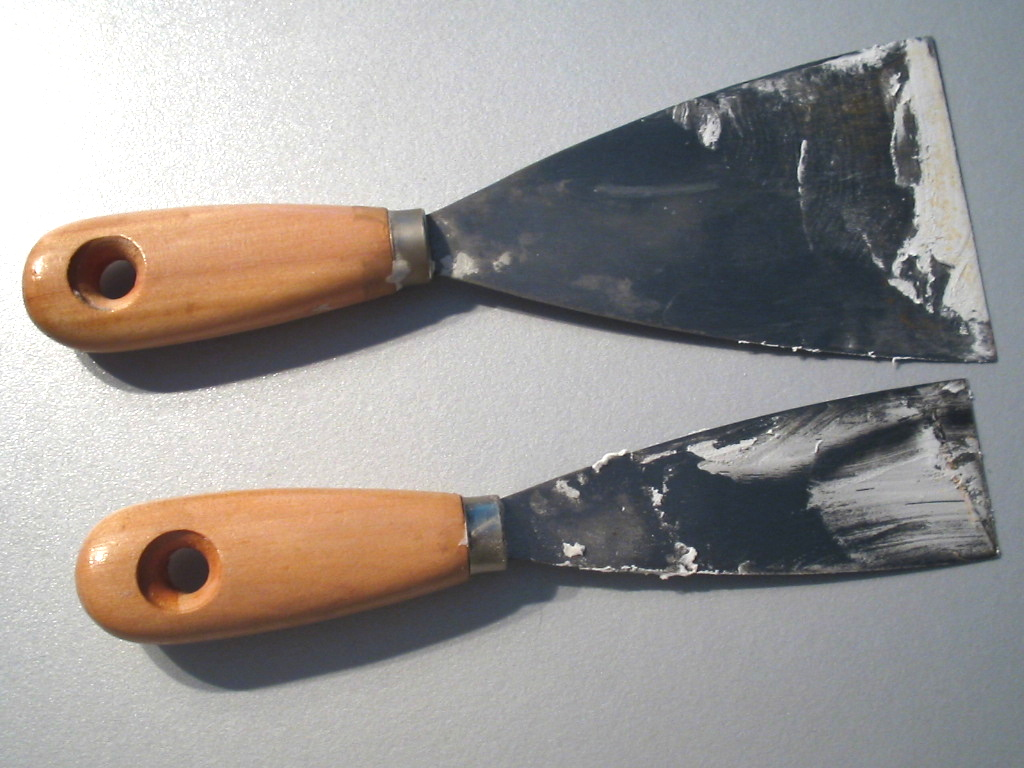
Stiel- oder Malerspachtel

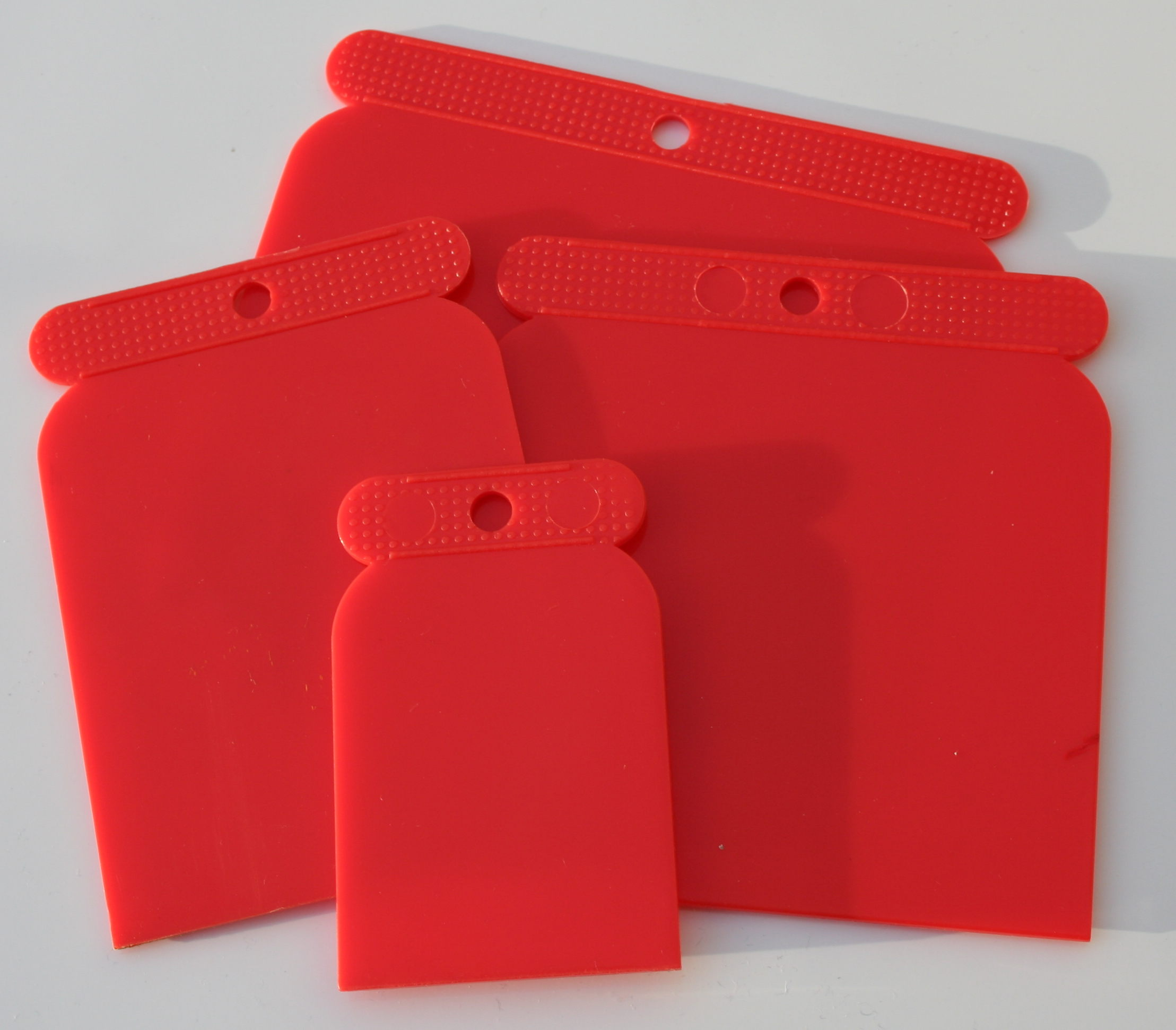
Blattspachtel aus Kunststoff

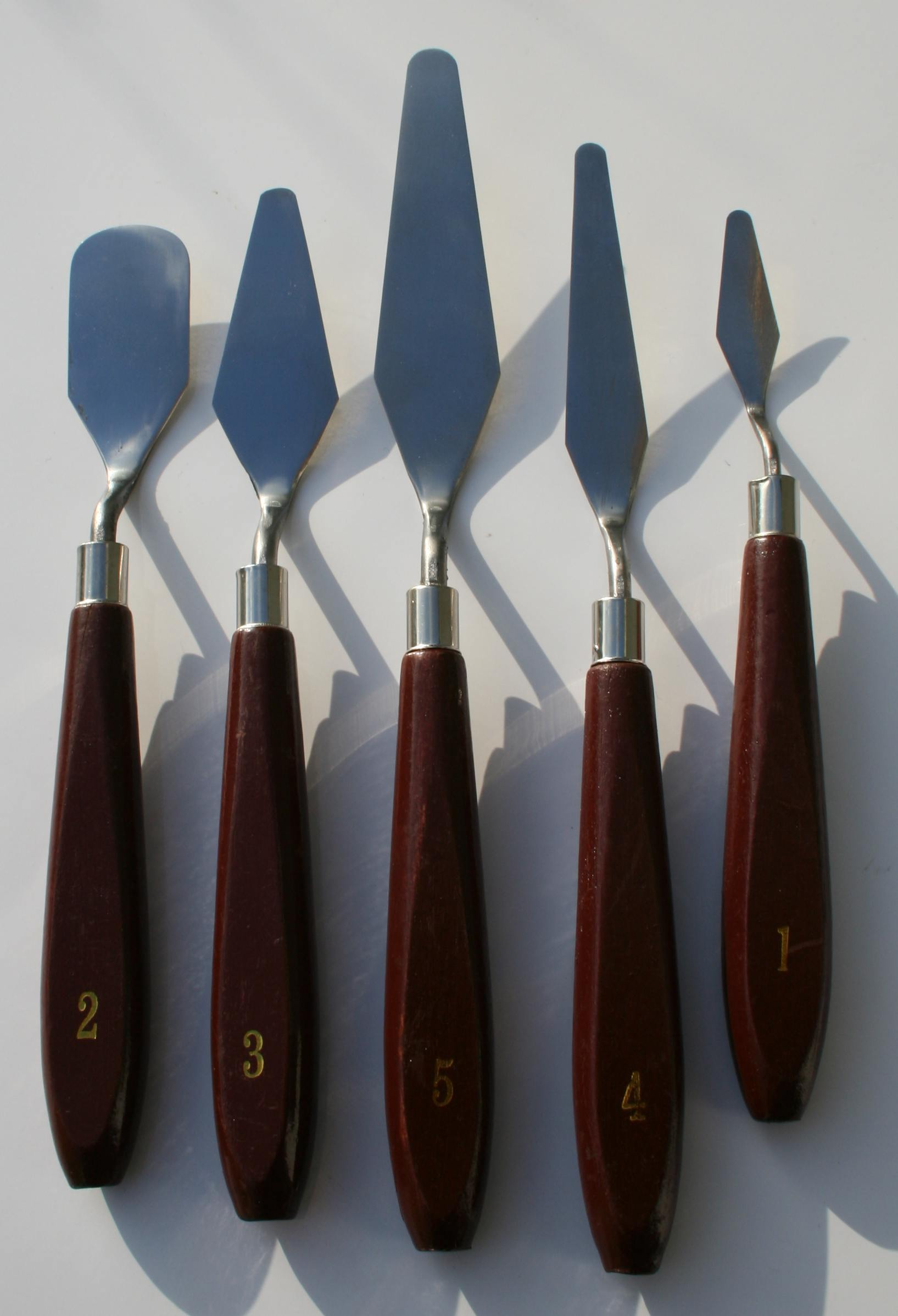
Malmesser mit verschiedenen Klingen

Ein(e) Spachtel ist ein Handwerkzeug, das aus einem Griff, sowie einem langen, flachen, unterschiedlich breiten, starren oder biegsamen Stahlblatt besteht. Das dazu analoge Werkzeug der Kochkunst ist die Palette.
Bei vielen handwerklichen Tätigkeiten werden mit Spachteln Werkstoffe breiiger Konsistenz, z. B. Spachtelmasse, aufgetragen, verteilt und glattgestrichen. Auch zum Ablösen von flächigen Werkstoffen wie Tapeten oder geklebten Teppichböden werden Spachtel verwendet. Neben dem Handwerk sind Spachtel auch in anderen Bereichen als vielfältig einsetzbares Werkzeug vertreten, wie in Laboren (z. B. in der Baustoffprüfung), oder sogar in Küchen und Imbissständen zum Abtragen von angebrannten Rückständen auf Bratflächen.
In der Malerei werden Spachtel zum Auftragen, Verteilen und Modifizieren pastöser Farben (Acryl, Öl) verwendet.

## Arten von Spachteln
- Stielspachtel oder Entrostungsspachtel (auch Maler- und Stahlspachtel)
- Flächenspachtel
- Gummispachtel
- Breitspachtel
- Zahnspachtel
- Japanspachtel
- Malmesser

## Bestandteile und Verwendung
Der Spachtel besteht im Wesentlichen aus einem meist dreieckig geformten Blech, das an einer Spitze in ein Heft eingefasst ist. Es sind auch Spachtel gebräuchlich, die eine rechteckige Grundform und als Griffelement lediglich eine angespritzte Kunststoffverdickung aufweisen.
Der Spachtel ist im Vergleich zu einer Kelle zumeist etwas biegsamer.

## Besonderheiten
- Das Genus ist männlich oder weiblich, wobei in Österreich nur der weibliche Artikel (die Spachtel) üblich ist.
- Der Spatel ist eine kleinere Ausführung des Spachtels, wie man ihn häufig in Apotheken, in der Medizin und in Laboren (z. B. zum Einwiegen pulveriger Güter) antrifft.
- Das Poussiereisen ist ein besonderes Werkzeug des Stuckateurhandwerks.
- Ein Spachtel ohne Griffstück kommt einer Ziehklinge sehr nahe.